# Chloé (przedsiębiorstwo)
Chloé – dom mody założony w 1952 roku przez Gaby Aghion. Marka od 1985 roku należy do międzynarodowego holdingu Richemont.

## Historia
Dom mody Chloé został założony w 1952 roku przez Gaby Aghion, która swoją własną marką, chciała zaoferować ówczesnym kobietom odpowiednik luksusowego prêt-à-porter, ale w formie ubrań tzw. ready-to-wear dla nowoczesnych kobiet. Miało to być odpowiedzią na zapotrzebowanie rynku, na którym wówczas największą popularność miały domy mody jak Dior i Chanel. Pierwszy pokaz marki odbył się w 1953 roku w kawiarni.
Początkowo projektami ubrań zajmowała się sama Aghion. Kolekcje tworzyła z pomocą kilku krawcowych. Dopiero w 1957 roku zdecydowała się na zatrudnienie wykwalifikowanego projektanta mody – Gerarda Piparta – który odpowiadał za całą kolekcję. Odtąd Aghion nadzorowała jedynie prace.
Dom mody Chloé sprzedano w 1985 roku międzynarodowemu holdingowi dóbr luksusowych Richemont.

## Nazwa
Nazwa Chloé została wybrana bez szczególnych skojarzeń znaczeniowych. Założycielka i pierwsza projektantka marki nie chciała użyć ani nazwiska męża, ani swojego panieńskiego w obawie przed niepowodzeniem. Ostatecznie wybrała imię swojej przyjaciółki Chloé de Bruneton, gdyż podobało jej się ono pod względem graficznym.

## Projektanci i dyrektorzy kreatywni
Wybrani projektanci:
- 1957–1964: Gérard Pipart[5]
- 1963–1983 oraz 1992–1997: Karl Lagerfeld[6]
- 1987–1992: Martine Sitbon[1]

Dyrektorzy kreatywni:
- 1997–2001: Stella McCartney[7]
- 2001–2006: Phoebe Philo[8]
- 2006–2008: Paulo Melim Andersson[9]
- 2008–2011: Hannah MacGibbon[10]
- 2011–2017: Clare Waight Keller[11]
- 2017–2020: Natacha Ramsay-Levi[12]
- 2020–2023: Gabriela Hearst[13]
- od 2023: Chemena Kamali[14]